# Людвіг IV (ландграф Тюрингії)
Людвіг IV Святий (нім. Ludwig IV. der Heilige; 28 жовтня 1200 — 11 вересня 1227 року) — 6-й ландграф Тюрингії в 1217—1227 роках, 18-й пфальцграф Саксонії у 1217—1227 роках (як Людвіг II).

## Життєпис
Походив з династії Людовінгів. Старший син Германа I, ландграфа Тюрингії, та Софії Віттельсбах. Народився 1200 року в Кройцбурзі. У 1217 року після смерті батька успадкував ландграфство Тюринзьке і пфальцграфство Саксонське. 1220 року заручився, а 1221 року одружився з представницею угорської династії Арпад. Своєю резиденцією обрав Айзенах. Того ж року стає регентом при малолітньому небожеві Генріхові III Веттіні, маркграфі Мейсенському. Людвіг IV намагався скористатися ситуацією задля встановлення власної влади у Нижній Лужиці, але цьому завадила його зведена сестра Юдит, мати Генріха III. Невдовзі призначений маршалом імперії.
1226 року прибув до Кремону на засідання рейхстагу, на якому пообіцяв імператора Фрідріху II взяти участь в Шостому хрестовому поході. Натомість отримав обіцянку отримати в лен Майсенське маркграфство. Похід почався в наступному році, в серпні. При цьому ландграф залишив вдома вагітну дружину. Загін Людвіга VI йшов до Італії гірськими дорогами Швабією, Баварією і Тіролем.
Коли загін минув Бриндізі, у Людвіга почалася гарячка. Він помер в Отранто в 1227 році. Через кілька днів після його смерті у нього народилася дочка Гертруда.
Після смерті чоловіка його дружина пішла в монастир, присвятивши себе турботі про хворих. Новим ландграфом став малолітній син Людвіга IV — Герман II при регентстві стрийка Генріха Распе.

## Канонізація
Людвіг ніколи не був офіційно канонізований, але багато хто серед німців підтримує ідею його канонізації.

## Родина
Дружина — Єлизавета, донька Андрія II, короля Угорщини
Діти:
- Герман (1222—1241), ландграф Тюрингії
- Софія (1224—1275), дружина Генріха II, герцога Брабанту
- Блаженна Гертруда[en] (1227—1297), аббатиса премосторіанського монастиря в Альтенберзі